# Colonias de Cernícalo Primilla de Jaraiz de la Vera
Colonias de Cernícalo Primilla de Jaraiz de la Vera este o arie protejată (arie de protecție specială avifaunistică — SPA) din Spania întinsă pe o suprafață de 33,17 ha, integral pe uscat.

## Localizare
Centrul sitului Colonias de Cernícalo Primilla de Jaraiz de la Vera este situat la coordonatele 40°03′38″N 5°45′10″W / 40.060556°N 5.752778°V.

## Înființare
Situl Colonias de Cernícalo Primilla de Jaraiz de la Vera a fost declarat arie de protecție specială avifaunistică în decembrie 2004 pentru a proteja 4 specii de animale.

## Biodiversitate
Situată în ecoregiunea mediteraneană, aria protejată nu include niciun habitat protejat.
La baza desemnării sitului se află mai multe specii protejate de  păsări (4): lăstunul mare (Apus apus), barză albă (Ciconia ciconia), porumbel (Columba livia), Falco naumanni.